# Олександрівка (Кременчуцький район)
Олекса́ндрівка — село в Україні, у Новогалещинській селищній громаді Кременчуцького району Полтавської області. Населення становить 221 осіб. 

## Географія
Село Олександрівка знаходиться на відстані 0,5 км від села Василівка. Навколо села багато невеликих заболочених озер.

## Історія
12 червня 2020 року, відповідно до розпорядження Кабінету Міністрів України № 721-р «Про визначення адміністративних центрів та затвердження територій територіальних громад Полтавської області», село увійшло до складу  Новогалещинської селищної громади.
19 липня 2020 року, в результаті адміністративно - територіальної реформи та ліквідації Козельщинського району, село увійшло до складу новоутвореного Кременчуцького району.
22 червня 2023 року рішенням Національної комісії зі стандартів державної мови віднесено до списку населених пунктів, які «можуть не відповідати лексичним нормам української мови», зокрема стосуватися «російської імперської чи колоніальної політики». Громаді рекомендовано обґрунтувати доцільність збереження поточної назви або запропонувати нову назву в установленому законодавством порядку.